# Meiogyne punctulata
Meiogyne punctulata là loài thực vật có hoa thuộc họ Na. Loài này được Henri Ernest Baillon mô tả khoa học đầu tiên năm 1871 dưới danh pháp Melodorum punctulatum. Năm 1919, Elmer Drew Merrill chuyển nó sang chi Fissistigma.
Năm 1931, Albert Ulrich Däniker mô tả loài Unona tiebaghiensis. Năm 1996, E.C.H.van Heusden chuyển nó sang chi Meiogyne.
Năm 2017, rà soát của Ian Mark Turner & Timothy Michael Arthur Utteridge cho thấy chúng là đồng loài và thuộc về chi Meiogyne chứ không phải thuộc chi Fissistigma. Do danh pháp Melodorum punctulatum có độ ưu tiên cao nhất nên loài được đổi danh pháp thành Meiogyne punctulata.

## Phân bố
New Caledonia.

## Lưu ý
Ian Mark Turner & Timothy Michael Arthur Utteridge ghi trong phần lưu ý rằng:
| “ | Baillon mô tả Melodorum punctulatum từ New Caledonia. Dẫn chiếu đến [mẫu vật] kiểu Pancher trong đoạn đầu của lời mở đầu là dấu vết duy nhất về kiểu của tên gọi. Guillaumin (1932) thông báo rằng kiểu của Baillon đã bị mất; cũng giống như van Heusden (1996) khi coi tên gọi này là đáng ngờ. Bà cho rằng mô tả của Baillon không "phù hợp chính xác với bất kỳ "chủng" nào của Meiogyne tiebaghiense". Do sự phù hợp chính xác không là bắt buộc, thay vì thế không có mâu thuẫn nghiêm trọng nào giữa mô tả và kiểu, chúng tôi cảm thấy tên gọi của Baillon không thể chỉ đơn giản là bỏ qua và thực hiện một tổ hợp mới cho nó trong Meiogyne. Chúng tôi tuân theo gợi ý của Guillaumin (1932) rằng Balansa 1174 có thể coi là đại diện cho loài của Baillon và chỉ định mẫu vật thứ hai tại Phòng mẫu cây Paris với nhãn gốc của Balansa là kiểu điển hình mới. Johnson et al. (2013) đã lựa chọn hành động tương tự trong trường hợp của Xylopia pancheri Baill. Trong đó kiểu Pancher cho tên gọi của Baillon cũng bị mất. | ” |